# Płociczno (województwo lubuskie)
Płociczno (niem. Plotzen See) – niewielkie jezioro na Pojezierzu Dobiegniewskim, w powiecie strzelecko-drezdeneckim, w gminie Stare Kurowo.
Jezioro położone jest wśród lasów, w centralnej części Puszczy Drawskiej, silnie zeutrofizowane.